# 케나

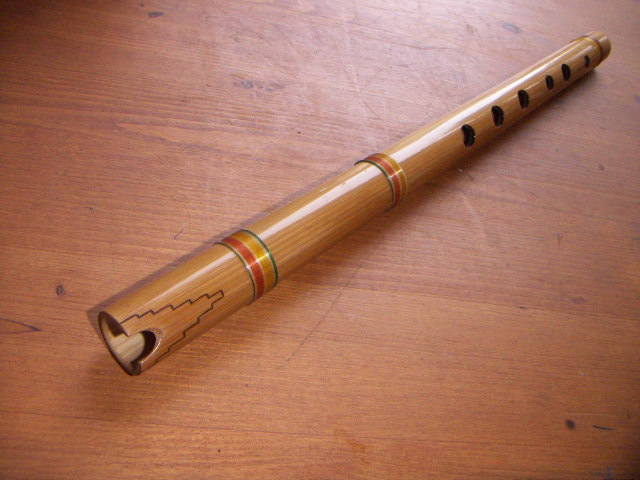

케나(스페인어: Quena←케추아어: Qina에서)는 안데스 지방의 목관악기다. 옛날에는 악기의 재료로 동물이나 사람의 뼈가 쓰였으나 요즈음에는 대나무, 플라스틱, 암석, 금속 등으로 만든다. 구멍은 앞에 여섯 개, 뒤에 한 개 나 있다. 대한민국의 단소와 퉁소, 중국의 샤오(중국어: 箫), 일본의 샤쿠하치와 비슷하다.

## 같이 보기
- 샤쿠하치